# ماریا کریستینای آستوریاس
ماریا کریستینای آستوریاس (انگلیسی: Maria Christina of Austria) همسر آلفونسو دوازدهم اسپانیا و ملکه اسپانیا بود.